# Ravel Peak
Ravel Peak är en bergstopp i Antarktis. Den ligger i Västantarktis. Argentina, Chile och Storbritannien gör anspråk på området. Toppen på Ravel Peak är 1 300 meter över havet.
Terrängen runt Ravel Peak är kuperad västerut, men österut är den bergig. Ravel Peak är den högsta punkten i trakten. Trakten är obefolkad. Det finns inga samhällen i närheten.